# Aigen (Gemeinde Kirchschlag)
Aigen ist eine Ortschaft und eine Katastralgemeinde der Stadtgemeinde Kirchschlag in der Buckligen Welt im Bezirk Wiener Neustadt in Niederösterreich.

## Geografie
Aigen befindet sich nordwestlich von Kirchschlag in der Buckligen Welt. Die Ortschaft, die über keinen ausgewiesenen Hauptort verfügt, erstreckt sich über mehrere Kilometer und besteht aus dem Dorf Thomasdorf, der Rotte Gehring, den Streusiedlungen Baumgarteneck, Lebenhäuser, Mittereck und Oberaigen sowie aus mehrere Einzellagen. Zur Katastralgemeinde zählt weiters das Dorf Straß.

## Geschichte
Im Jahr 1822 wurde der Ort als zerstreut liegendes Amt mit 62 Häusern genannt, das nach Kirchschlag eingepfarrt war, aber über eine eigene Schule verfügte. Die Herrschaft Kirchschlag besaß die Ortsobrigkeit und besorgte die Konskription, das Magistrat Wiener Neustadt übte die Landgerichtsbarkeit aus. Die Katastralgemeinde konstituierte sich nach dem Umbruch 1848 als selbständige Gemeinde, die 1970 mit Kirchschlag vereint wurde.